# 핵심 역량
핵심 역량(核心力量, 영어: core competency)은 기업이 보유한 세계적 수준의 능력과 활동이다. 오랜 경험에서 얻은 지식과 문헌 조사와 시대에 뒤떨어지지 않은 새로운 외부 지식을 보유한 일류 연구 조직이나 핵심 인력에 의존한다. 정보 시스템은 역량강화를 위해 전략사업단위(Strategic business unit, SBU)간 정보공유를 장려한다. 현재의 역량을 강화한다. 직원이 외부의 신지식을 인식하게 도움을 준다. 관련 시장에 기존 비즈니스 영향력을 활용할 수 있게 도움을 준다.

## 같이 보기
- 경쟁 우위